# 百慕達小鯷
百慕達小鯷（学名：Anchoa choerostoma）為輻鰭魚綱鲱形目鳀科的其中一種，分布於中西大西洋區的百慕達群島海域，棲息深度可達50公尺，本魚體中等，吻短，約3/4眼徑，體側具一銀色條紋，臀鰭軟條19-22條，體長可達7.5公分，喜群游，棲息在沿岸。

## 擴展閱讀
維基物種上的相關：百慕達小鯷